# Kalanchoe globulifera
Kalanchoe globulifera és una espècie de planta suculenta del gènere Kalanchoe, de la família de les Crassulaceae.

## Descripció
És una planta petita perenne, ramificada irregularment des de la base, estolonífera.
Les tiges són curtes, primes, postrades, decumbents, amb pèls glandulars, amb 3 a 4 parells de fulles a la punta formant una roseta.
Les fulles són subsèssils, glabres, làmina ovada a obovada-espatulada, de 14 a 28 mm de llarg i de 13 a 18 mm d'ample, punta arrodonida, base cuneada, estrenyida al pecíol molt curt, marges dentats a la part superior.
Les inflorescències amb corimbes de poques flors, de 10 a 15 cm, peduncles de 8 a 10 cm, amb pèls glandulars bastant llargs, pedicels glabres d'uns 3 mm.
Les flors són erectes; sèpals gairebé lliures, lineals, arrodonits a la punta, d'uns 4 mm; corol·la de color groc, glabra, tub cilíndric, d'uns 8 mm; pètals ovats, obtusos, d'uns 3 mm de llarg i 2 mm d'ample; estams inserits sobre la meitat del tub de la corol·la, inclosos; anteres globoses, d'uns 0,4 mm, amb una gran glàndula sèssil a la punta.

## Distribució
Planta endèmica del nord de Madagascar. Creix en roques ombrívoles o epífites, a 2400 m d'altitud.

## Taxonomia
Kalanchoe globulifera va ser descrita per Joseph Marie Henry Alfred Perrier de la Bâthie (H.Perrier) i publicada a Mémoires de l'Academie Malgache. Fasc. 3: 53, nomen; et in Arch. Bot., Caen, Bull. 1928, ii: 25, descr. 1927.

### Etimologia
Kalanchoe: nom genèric que deriva de la paraula cantonesa "Kalan Chauhuy", 伽藍菜 que significa 'allò que cau i creix'.
globulifera: epítet llatí que significa 'que porta globus'.

### Sinonímia
- Kalanchoe globulifera var. blossfeldiana  Boiteau ex Allorge-Boiteau (1995)
- Kalanchoe globulifera var. typica  Boiteau & Allorge-Boiteau (1995)

La Kalanchoe globulifera var. coccinea H. Perrier és sinònim de Kalanchoe blossfeldiana Poelln.